# Gianfranco Da Rin
Gianfranco Da Rin (Cortina d'Ampezzo, 15 giugno 1935) è un ex hockeista su ghiaccio italiano.
Giocatore della Sportivi Ghiaccio Cortina.

## Biografia
Figlio di un generale degli alpini proprietario dell'Hotel Italia di Cortina d'Ampezzo, Gianfranco inizia a giocare a hockey su ghiaccio da giovanissimo, seguendo le orme del fratello Arturo da Rin, alpino della brigata Julia disperso sul fronte russo durante la seconda guerra mondiale. La stessa passione verrà anche ai suoi fratelli minori, Alberto Da Rin e Luigino Da Rin.

## Carriera sportiva

### Nazionale
Gianfranco esordisce con la maglia della nazionale quando prese parte ai XV Giochi olimpici invernali disputati proprio a Cortina d'Ampezzo, sua città natale, per poi partecipare con il fratello Alberto Da Rin ai XIV Giochi olimpici invernali disputati a Innsbruck. Oltre alle Olimpiadi Gianfranco partecipa a 12 campionati mondiali di hockey su ghiaccio.
Il miglior risultato dell'atleta è stato proprio il suo torneo olimpico d'esordio, campionato in cui l'Italia si piazzò al decimo posto.
Nel 1975 indosserà l'ultima volta la divisa nazionale come giocatore ed è stato per quattordici anni capitano.
Presenze in nazionale:
- 1956:VII Giochi olimpici invernali di Cortina d'Ampezzo, Italia 7º posto
- 1959:Campionato mondiale di hockey su ghiaccio di Cecoslovacchia 10º posto
- 1961:Campionato mondiale di hockey su ghiaccio di Ginevra e Losanna, Svizzera 12º posto
- 1964:IX Giochi olimpici invernali di Innsbruck, Austria 15º posto
- 1966:Campionato mondiale di hockey su ghiaccio di Jesenice, Jugoslavia 17º posto, durante la partita contro la Jugoslavia viene ferito gravemente alla testa da un giocatore jugoslavo che verrà squalificato a vita
- 1967:Campionato mondiale di hockey su ghiaccio di Vienna, Austria 13º posto
- 1969:Campionato mondiale di hockey su ghiaccio di Lubiana, Jugoslavia 14º posto
- 1970:Campionato mondiale di hockey su ghiaccio di Galați, Romania 16º posto
- 1971:Campionato mondiale di hockey su ghiaccio di Ginevra, Berna, Lyss e La Chaux-de-Fonds, Svizzera 14º posto
- 1972:Campionato mondiale di hockey su ghiaccio di Miercurea Ciuc, Romania 15º posto
- 1973:Campionato mondiale di hockey su ghiaccio di Graz, Austria 14º posto
- 1974:Campionato mondiale di hockey su ghiaccio di Grenoble, Lione e Gap, Francia 16º posto
- 1975:Campionato mondiale di hockey su ghiaccio di Sapporo, Giappone 13º posto

### Carriera da allenatore
Nel 1975 si ritira dall'agonismo e diventa allenatore di diverse squadre italiane.

### Campionato italiano
Da Rin milita tutta la carriera nella Sportivi Ghiaccio Cortina, società con cui vincerà 14 campionati italiani.
Si ritira dall'agonismo nel 1975.
Medaglie ai campionati italiani di hockey su ghiaccio:
- Medaglia d'oro: 14 (1957, 1959, 1961, 1962, 1964, 1965, 1966, 1967, 1968, 1970, 1971, 1972, 1974, 1975)
- Medaglia d'argento: 4 (1958, 1963, 1969, 1973)
- Medaglia di bronzo: 1 (1960)